# 180-й гвардейский истребительный авиационный полк
180-й гвардейский истребительный авиационный Сталинградский Краснознамённый полк (180-й гв. иап) — воинская часть Военно-воздушных сил (ВВС) Вооружённых Сил РККА, принимавшая участие в боевых действиях Великой Отечественной войны и в Корейской войне, вошедшая в состав ВВС России.

## Наименования полка
За весь период своего существования полк несколько раз менял своё наименование:
- 181-й истребительный авиационный полк;
- 181-й истребительный Сталинградский авиационный полк;
- 180-й гвардейский истребительный Сталинградский авиационный полк;
- 180-й гвардейский истребительный Сталинградский Краснознамённый авиационный полк;
- Полевая почта 30144.

| Ла-7 | Ла-5 | ЛаГГ-3 |

## Создание полка
180-й гвардейский истребительный авиационный Сталинградский полк образован переименованием 19 августа 1944 года 181-го истребительного Сталинградского авиационного полка в гвардейский за образцовое выполнение боевых задач и проявленные при этом мужество и героизм

## Расформирование полка
180-й гвардейский истребительный Сталинградский Краснознамённый авиационный полк был расформирован 01 июля 2002 года на аэродроме Громово в составе ВВС России.

## В действующей армии
В составе действующей армии:
- с 19 августа 1944 года по 11 мая 1945 года.

## Командиры полка
- подполковник Костенко Алексей Тимофеевич[3], 08.1941 — 12.01.1942
- старший лейтенант Волков Иван Васильевич (ВриД)[3], 01.1942 — 03.1942
- подполковник Костенко Алексей Тимофеевич[3], 03.1942 — 05.1942
- майор Горев Николай Дмитриевич[3], 09.1942 — 07.1943
- майор, подполковник Сошенко Пётр Сергеевич (погиб)[3], 09.1943 — 10.02.1945
- майор Веселов Николай Михайлович[3], 02.1945 — 12.1945

## В составе соединений и объединений
| Период        | Фронт (округ)               | армия                                   | корпус                                     | дивизия                                                 | примечание                            |
| ------------- | --------------------------- | --------------------------------------- | ------------------------------------------ | ------------------------------------------------------- | ------------------------------------- |
| 05.08.1944 г. | 4-й Украинский фронт        | 8-я воздушная армия                     | 10-й истребительный авиационный корпус     | 235-я истребительная авиационная дивизия                | Ла-5                                  |
| 19.08.1944 г. | 4-й Украинский фронт        | 8-я воздушная армия                     | 10-й истребительный авиационный корпус     | 15-я гвардейская истребительная авиационная дивизия     | полк переименован в гвардейский, Ла-5 |
| 11.05.1945 г. | 4-й Украинский фронт        | 8-я воздушная армия                     | 10-й истребительный авиационный корпус     | 15-я гвардейская истребительная авиационная дивизия     | Ла-5                                  |
| 25.08.1946 г. | Прикарпатский военный округ | 8-я воздушная армия                     | 10-й истребительный авиационный корпус     | 15-я гвардейская истребительная авиационная дивизия     | Ла-7                                  |
| 01.05.1946 г. | Прикарпатский военный округ | 14-я воздушная армия                    | 10-й истребительный авиационный корпус     | 15-я гвардейская истребительная авиационная дивизия     | Ла-7                                  |
| 10.01.1949 г. | Прикарпатский военный округ | 57-я воздушная армия                    | 52-й истребительный авиационный корпус     | 15-я гвардейская истребительная авиационная дивизия     | МиГ-9                                 |
| 01.06.1949 г. | ПВО                         | 78-я воздушная истребительная армия ПВО | 32-й истребительный авиационный корпус ПВО | 15-я гвардейская истребительная авиационная дивизия ПВО | МиГ-9                                 |
| 01.10.1950 г. |                             |                                         | 64-й истребительный авиационный корпус     | 15-я гвардейская истребительная авиационная дивизия ПВО | МиГ-15                                |
| 01.03.1952 г. | ПВО                         | Северо-Западный округ ПВО               |                                            | 20-я истребительная авиационная дивизия ПВО             | МиГ-15                                |
| 01.04.1960 г. | ПВО                         | 6-я отдельная Краснознамённая армия ПВО | 18-й Краснознамённый корпус ПВО            | 20-я истребительная авиационная дивизия ПВО             | Як-25М                                |
| 01.04.1980 г. | Ленинградский военный округ | 6-я отдельная Краснознамённая армия ПВО | 18-й Краснознамённый корпус ПВО            |                                                         | Су-15                                 |
| 01.04.1986 г. | Ленинградский военный округ | 6-я отдельная Краснознамённая армия ПВО | 54-й корпус ПВО                            |                                                         | Су-15ТМ                               |
| 01.07.2002 г. | Ленинградский военный округ | 6-я Краснознамённая армия ВВС и ПВО     | 54-й корпус ПВО                            |                                                         | МиГ-31, полк расформирован            |

## Участие в операциях и битвах
- Ясско-Кишиневская операция — с 20 августа 1944 года по 29 августа 1944 года.
- Карпатско-Дуклинская операция — с 8 сентября 1944 года по 28 октября 1944 года.
- Восточно-Карпатская операция — с 8 сентября 1944 года по 28 октября 1944 года.
- Западно-Карпатская операция — с 12 января 1945 года по 18 февраля 1945 года.
- Моравско-Остравская наступательная операция — с 10 марта 1945 года по 5 мая 1945 года.
- Пражская операция — с 6 мая 1945 года по 11 мая 1945 года.
- организация ПВО КНР — с октября 1950 года по 1952 год

## Награды
- 180-й гвардейский Сталинградский истребительный авиационный полк 16 декабря 1944 года за образцовое выполнение боевых заданий командования в боях с немецкими захватчиками при овладении городом Михальовице и проявленные при этом доблесть и мужество Указом Президиума Верховного Совета СССР награждён орденом Красного Знамени[4]

## Почётные наименования
Полку будучи 181-м истребительным авиационным полком 4 мая 1943 года за показанные образцы мужества и геройства в борьбе против фашистских захватчиков и в целях дальнейшего закрепления памяти о героических подвигах сталинских соколов приказом НКО СССР присвоено почётное наименование «Сталинградский».
В соответствии с решением ЦК КПСС от 28 декабря 1961 года и во исполнение приказа МО СССР от 30 декабря 1961 года № 0305, директивой ГШ ВПВО от 25.01.62 № ому/4/434106 полк был «переименован в 180-й гвардейский Краснознамённый». У полка «отняли» почётное наименование. Однако приказом МО СССР от 29 сентября 1964 г. № 0269 "… в целях улучшения работы по воспитанию личного состава на славных боевых традициях полка, которому в годы Великой Отечественной войны было присвоено почётное наименование «Сталинградский», полку было «присвоено» почётное наименование «Волгоградский».

## Благодарности Верховного Главнокомандующего

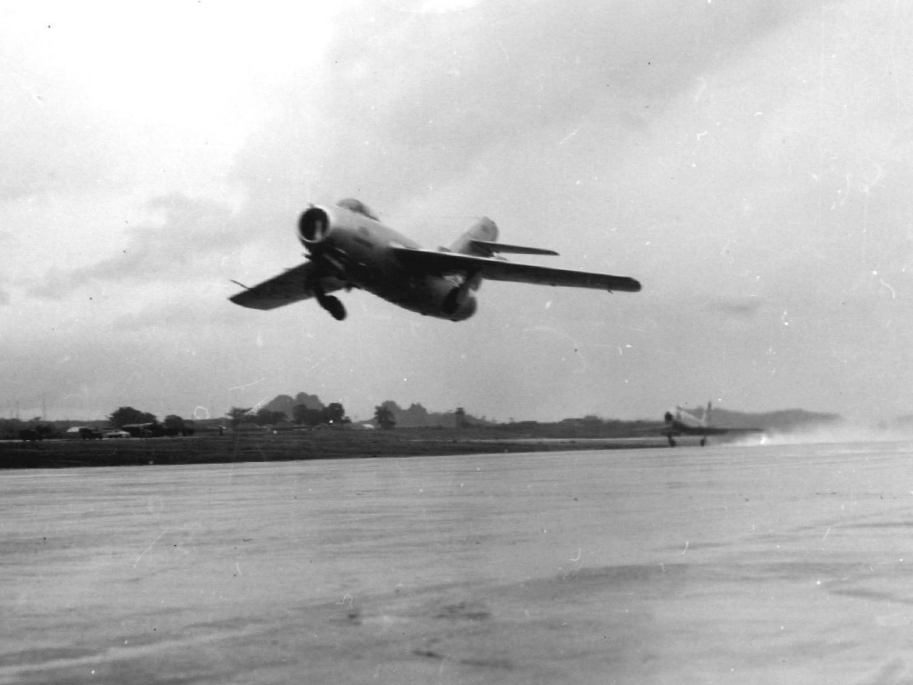
МиГ-15

Верховным Главнокомандующим дивизии объявлены благодарности:
- За овладение овладение городом Бельско[6]
- За овладение городом Опава[7]
- За овладение городами Моравска-Острава, Жилина[8]
- За овладение городом Цешин — важным узлом дорог и сильным опорным пунктом обороны немцев[9]
- За овладение городом Оломоуц[10]

## Отличившиеся воины
- Наумов Пётр Изотович, майор, командир эскадрильи 181-го истребительного авиационного полка 44-й истребительной авиационной дивизии Юго-Западного фронта, Указом Президиума Верховного Совета СССР удостоен звания Герой Советского Союза 24 августа 1943 года будучи командиром 13-го истребительного авиационного полка 201-й истребительной авиационной дивизии 2-го смешанного авиационного корпуса 4-й воздушной армии Северо-Кавказского фронта.
- Милованов Алексей Михайлович, лётчик 181-го истребительного авиационного полка 44-й истребительной авиационной дивизии Юго-Западного фронта, Указом Президиума Верховного Совета СССР удостоен звания Герой Советского Союза 1 июля 1944 года будучи командиром эскадрильи 193-го истребительного авиационного полка 302-й Кировоградской истребительной авиационной дивизии 4-го истребительного авиационного корпуса 5-й воздушной армии. Посмертно

## Статистика боевых действий
Всего за годы Великой Отечественной войны полком:
| Выполнено боевых вылетов | Сбито самолётов в воздухе | Уничтожено самолётов всего |
| ------------------------ | ------------------------- | -------------------------- |
| 7695                     | 213                       | 244                        |

Свои потери:
| Потеряно самолётов, всего | Погибло лётчиков всего | Погибло лётчиков в воздушных боях | Не вернулись с боевого задания | Погибло при налётах и прочие небоевые потери | Погибло в авиакатастрофах и умерло от ран |
| ------------------------- | ---------------------- | --------------------------------- | ------------------------------ | -------------------------------------------- | ----------------------------------------- |
| 155                       | 64                     | 25                                | 24                             | 2                                            | 13                                        |

## Базирование
| Период             | Аэродром                       |
| ------------------ | ------------------------------ |
| 5.45 — 7.45        | Обер-Глогау, Германия          |
| 7.45 — 6.49        | Черляны, Львовская область     |
| 6.49 — 10.50       | Орёл, Орловская область        |
| 10.50 — 3.52       | Пекин, Китай                   |
| 3.52 — 06.53       | Вещево, Ленинградская область  |
| 06.53 — 01.07.2002 | Громово, Ленинградская область |

## Самолёты на вооружении
| Период      | Самолёты |
| ----------- | -------- |
| 1941 — 1942 | ЛаГГ-3   |
| 1942 — 1945 | Ла-5     |
| 1945 — 1948 | Ла-7     |
| 1948 — 1950 | МиГ-9    |
| 1950 — 1955 | МиГ-15   |
| 1955 — 1969 | Як-25М   |
| 1969 — 1978 | Су-15    |
| 1978 — 1988 | Су-15ТМ  |
| 1988 — 2002 | МиГ-31   |

| Як-25 | Су-15 | Су-15ТМ | МиГ-31 |